# Honoré d'Urfé
Honoré d'Urfé, marquês de Valromey, conde de Châteauneuf (11 de fevereiro de 1568 – 1 de junho de 1625) foi um romancista e escritor francês.

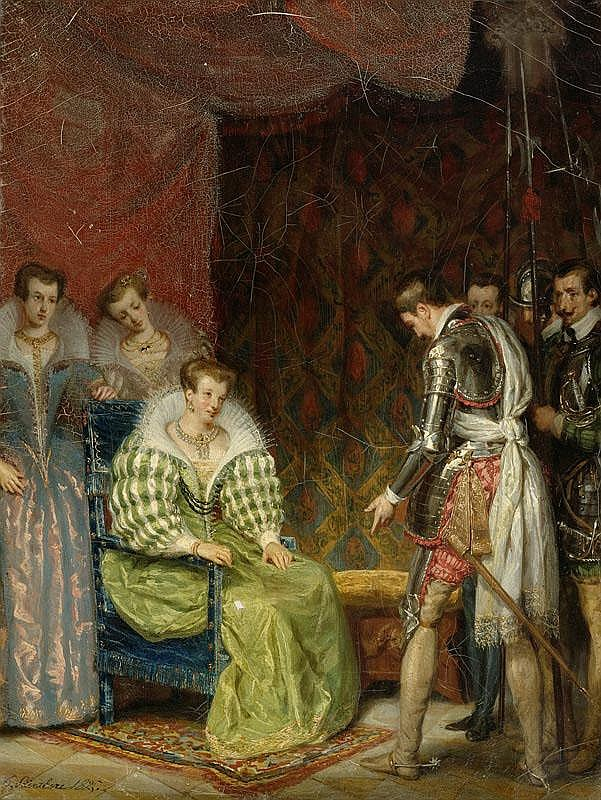
Marguerite de Valois e Honoré d'Urfé (pintura do século XIX)

## Vida
Nasceu em Marselha, neto de Claude d'Urfé, e foi educado no Collège de Tournon. Partidário da Liga, foi feito prisioneiro em 1595 e, embora logo libertado, foi novamente capturado e preso. Durante a sua prisão leu Ronsard, Petrarca e sobretudo Diana de Jorge de Montemayor e Aminta de Tasso. Após a derrota da Liga em 1594, d'Urfé emigrou para Saboia, cujo duque era parente de sua mãe. Aqui ele escreveu as Epîtres morales (1598).
O irmão de Honoré, Anne, conde d'Urfé, casou-se em 1571 com a bela Diane de Châteaumorand, mas o casamento foi anulado em 1598 por Clemente VIII. Anne d'Urfé foi ordenado ao sacerdócio em 1603 e morreu em 1621, reitor de Montbrison.
Diane teve uma grande fortuna e, para evitar a alienação do dinheiro da família D'Urfé, Honoré casou-se com ela em 1600. Este casamento também foi infeliz; D'Urfé passou a maior parte do tempo separado da esposa na corte de Saboia, onde ocupou o cargo de camareiro. A separação de bens organizada posteriormente pode ter sido simplesmente devido a dificuldades financeiras.
Ele morreu devido aos ferimentos sofridos por uma queda de seu cavalo em Villafranca, durante uma campanha contra os genoveses .

## Obras
Foi na Saboia que concebeu o plano do seu romance L'Astrée, cuja cena se passa nas margens do Lignon, na sua província natal de Forez. É um romance tranquilo em que os amores de Celadon e Astrée são contados de forma imensa e com muitas digressões. As circunstâncias recentemente descobertas dos casamentos dos irmãos afastaram a ideia de que o romance é autobiográfico em sua ideia principal, mas diz-se que alguns dos episódios são apenas relatos ligeiramente velados das aventuras de Henrique IV. Os pastores e pastoras da história são do tipo habitual nas pastorais e discursam sobre o amor com uma casuística e uma delicadeza elaborada que nada têm de rústica.
A primeira parte de L'Astrée apareceu em 1607, a segunda em 1610, a terceira em 1619 e em 1627 a quarta parte foi editada. Em 1628, um quinto foi acrescentado pelo secretário de D'Urfé, Balthazar Baro. L'Astrée marcou temporariamente a moda nas narrativas de romance, e nenhuma tragédia estaria completa sem discussões acirradas sobre o amor, à maneira de Celadon e Astrée. A melhor edição de L'Astrée é a de 1647.

## Memória e legado
Em 1757, L'Astrée estava suficientemente na consciência do público, ou pelo menos "Celadon" tornou-se sinônimo de amorosidade, mencionado de passagem por um convidado italiano de Casanova.